# فهرست نمایندگان زن مجلس شورای اسلامی
در اینجا فهرست نمایندگان زن مجلس شورای اسلامی ارائه شده‌است. تاکنون در ۱۲ دوره مجلس شورای اسلامی، ۸۵ زن موفق به کسب ۱۱۶ کرسی در دوره‌های مختلف شده‌اند. در مجلس کنونی ۱۴ زن از ۱۲ حوزه انتخابیه حضور دارند.
بیش از ۱۳ نماینده زن از بستگان نزدیک چهره‌های سیاسی و با نفوذ در قدرت سیاسی ایران بوده‌اند. سهیلا جلودارزاده و مریم بهروزی از حوزه انتخابیه تهران و نیره اخوان بی‌طرف از حوزه انتخابیه اصفهان هر یک با حضور در ۴ دوره از مجلس، رکورددار حضور در مجلس هستند. فاطمه رهبر نیز در مجموع در ۴ دوره منتخب شد اما مرگ او مانع حضور او در چهارمین دوره شد.
حوزه انتخابیه تهران، ری، شمیرانات، اسلامشهر و پردیس با داشتن ۵۸ کرسی زن در دوره‌های مختلف مجلس، رکورددار حضور زنان است. حوزه‌های اصفهان، مشهد و کلات و تبریز، آذرشهر و اسکو، به ترتیب با داشتن ۸، ۷ و ۴ کرسی زن در رتبه‌های بعدی قرار دارند. استان تهران با داشتن ۵۸ کرسی زن، از این نظر در کشور رکورددار است و پس از آن استان‌ اصفهان با ۱۲ و استان های خراسان رضوی و آذربایجان شرقی با ۹ کرسی قرار دارند. استان‌های خراسان جنوبی، خراسان شمالی، خوزستان، قم، کهگیلویه و بویراحمد، گلستان و یزد تاکنون در هیچ دوره‌ای نماینده زن را راهی مجلس نکرده‌اند.

## مجلس اول
در اولین دوره مجلس شورای اسلامی در مرحله اول و دوم ۴ نامزد زن از تهران توانستند به عنوان منتخبین حوزه انتخابیه خود روانه مجلس اول شوند. اسامی و گرایش سیاسی هریک از آنها بدین شرح است:
| ردیف | نام                | حوزهٔ انتخاباتی                 | گرایش سیاسی | تشکل سیاسی | سابقهٔ نمایندگی |
| ---- | ------------------ | ------------------------------ | ----------- | ---------- | -------------- |
| ۱    | مریم بهروزی        | تهران، ری، شمیرانات و اسلامشهر | راست        |            | نه             |
| ۲    | اعظم طالقانی       | تهران، ری، شمیرانات و اسلامشهر | چپ          |            | نه             |
| ۳    | گوهرالشریعه دستغیب | تهران، ری، شمیرانات و اسلامشهر | چپ          |            | نه             |
| ۴    | عاتقه صدیقی        | تهران، ری، شمیرانات و اسلامشهر | چپ          |            | نه             |

## مجلس دوم
در دومین دوره مجلس شورای اسلامی در مرحله اول و دوم ۴ نامزد زن از تهران توانستند به عنوان منتخبین حوزه انتخابیه خود روانه مجلس دوم شوند. اسامی و گرایش سیاسی هریک از آنها بدین شرح است:
| ردیف | نام                | حوزهٔ انتخاباتی                 | گرایش سیاسی | تشکل سیاسی | سابقهٔ نمایندگی |
| ---- | ------------------ | ------------------------------ | ----------- | ---------- | -------------- |
| ۱    | مریم بهروزی        | تهران، ری، شمیرانات و اسلامشهر | راست        |            | آری            |
| ۲    | مرضیه حدیدچی دباغ  | تهران، ری، شمیرانات و اسلامشهر | چپ          |            | آری            |
| ۳    | گوهرالشریعه دستغیب | تهران، ری، شمیرانات و اسلامشهر | چپ          |            | آری            |
| ۴    | عاتقه صدیقی        | تهران، ری، شمیرانات و اسلامشهر | چپ          |            | آری            |

## مجلس سوم
در سومین دوره مجلس شورای اسلامی در مرحله اول و دوم ۴ نامزد زن از تهران توانستند به عنوان منتخبین حوزه انتخابیه خود روانه مجلس سوم شوند. اسامی و گرایش سیاسی هریک از آنها بدین شرح است:
| ردیف | نام                | حوزهٔ انتخاباتی                 | گرایش سیاسی | تشکل سیاسی | سابقهٔ نمایندگی |
| ---- | ------------------ | ------------------------------ | ----------- | ---------- | -------------- |
| ۱    | مریم بهروزی        | تهران، ری، شمیرانات و اسلامشهر | راست        |            | آری            |
| ۲    | مرضیه حدیدچی دباغ  | تهران، ری، شمیرانات و اسلامشهر | چپ          |            | آری            |
| ۳    | گوهرالشریعه دستغیب | تهران، ری، شمیرانات و اسلامشهر | چپ          |            | آری            |
| ۴    | عاتقه صدیقی        | تهران، ری، شمیرانات و اسلامشهر | چپ          |            | آری            |

## مجلس چهارم
در چهارمین دوره مجلس شورای اسلامی در مرحله اول و دوم ۹ نامزد زن توانستند به عنوان منتخبین حوزه انتخابیه خود روانه مجلس چهارم شوند. اسامی و گرایش سیاسی هریک از آنها بدین شرح است:
| ردیف | نام                | حوزهٔ انتخاباتی                 | گرایش سیاسی | تشکل سیاسی | سابقهٔ نمایندگی |
| ---- | ------------------ | ------------------------------ | ----------- | ---------- | -------------- |
| ۱    | فخرالتاج امیرشقاقی | تبریز                          |             |            | نه             |
| ۲    | فاطمه همایون‌مقدم   | تبریز                          |             |            | نه             |
| ۳    | مریم بهروزی        | تهران، ری، شمیرانات و اسلامشهر | راست        |            | آری            |
| ۴    | پروین سلیحی        | تهران، ری، شمیرانات و اسلامشهر |             |            | نه             |
| ۵    | منیره نوبخت        | تهران، ری، شمیرانات و اسلامشهر |             |            | آری            |
| ۶    | مرضیه وحید دستجردی | تهران، ری، شمیرانات و اسلامشهر | راست        |            | نه             |
| ۷    | نفیسه فیاض بخش     | تهران، ری، شمیرانات و اسلامشهر | راست        |            | نه             |
| ۸    | اختر درخشنده       | کرمانشاه                       |             |            | نه             |
| ۹    | قدسیه سیدی علوی    | مشهد و کلات                    |             |            | آری            |

## مجلس پنجم
در پنجمین دوره مجلس شورای اسلامی در مرحله اول و دوم ۱۴ نامزد زن توانستند به عنوان منتخبین حوزه انتخابیه خود روانه مجلس پنجم شوند. اسامی و گرایش سیاسی هریک از آنها بدین شرح است:
| ردیف | نام                  | حوزهٔ انتخاباتی                 | گرایش سیاسی | تشکل سیاسی                | سابقهٔ نمایندگی |
| ---- | -------------------- | ------------------------------ | ----------- | ------------------------- | -------------- |
| ۱    | شهربانو امانی انگنه  | ارومیه                         | چپ          |                           | نه             |
| ۲    | نیره اخوان بی‌طرف     | اصفهان                         | راست        |                           | نه             |
| ۳    | زهرا پیشگاهی‌فرد      | اصفهان                         | اعتدالگرا   |                           | نه             |
| ۴    | سهیلا جلودارزاده     | تهران، ری، شمیرانات و اسلامشهر | چپ          | خانه کارگر حزب اسلامی کار | آری            |
| ۵    | فائزه هاشمی رفسنجانی | تهران، ری، شمیرانات و اسلامشهر | چپ          | کارگزاران سازندگی         | نه             |
| ۶    | فاطمه کروبی          | تهران، ری، شمیرانات و اسلامشهر | چپ          |                           | نه             |
| ۷    | مرضیه وحید دستجردی   | تهران، ری، شمیرانات و اسلامشهر | راست        |                           | آری            |
| ۸    | منیره نوبخت          | تهران، ری، شمیرانات و اسلامشهر |             |                           | آری            |
| ۹    | فاطمه رمضان زاده     | تهران، ری، شمیرانات و اسلامشهر | چپ          |                           | نه             |
| ۱۰   | نفیسه فیاض بخش       | تهران، ری، شمیرانات و اسلامشهر | راست        |                           | آری            |
| ۱۱   | قدسیه سیدی علوی      | مشهد و کلات                    |             |                           | آری            |
| ۱۲   | مرضیه صدیقی          | مشهد و کلات                    |             |                           | نه             |
| ۱۳   | الهه راستگو          | ملایر                          | چپ          |                           | نه             |
| ۱۴   | مرضیه حدیدچی دباغ    | همدان                          | چپ          |                           | آری            |

## مجلس ششم
در ششمین دوره مجلس شورای اسلامی در مرحله اول و دوم ۱۳ نامزد زن توانستند به عنوان منتخبین حوزه انتخابیه خود روانه مجلس ششم شوند. اسامی و گرایش سیاسی هریک از آنها بدین شرح است:
| ردیف | نام                 | حوزهٔ انتخاباتی                 | گرایش سیاسی | تشکل سیاسی                | سابقهٔ نمایندگی |
| ---- | ------------------- | ------------------------------ | ----------- | ------------------------- | -------------- |
| ۱    | اعظم ناصری‌پور       | اسلام‌آباد غرب                  | مستقل       |                           | نه             |
| ۲    | شهربانو امانی انگنه | ارومیه                         | اصلاح طلب   |                           | آری            |
| ۳    | اکرم مصوری‌منش       | اصفهان                         | اصلاح طلب   |                           | نه             |
| ۴    | سهیلا جلودارزاده    | تهران، ری، شمیرانات و اسلامشهر | اصلاح طلب   | خانه کارگر حزب اسلامی کار | آری            |
| ۵    | فاطمه حقیقت جو      | تهران، ری، شمیرانات و اسلامشهر | اصلاح طلب   | جبهه مشارکت               | نه             |
| ۶    | فاطمه راکعی         | تهران، ری، شمیرانات و اسلامشهر | اصلاح طلب   | جبهه مشارکت               | نه             |
| ۷    | وحیده طالقانی       | تهران، ری، شمیرانات و اسلامشهر | راست        |                           | نه             |
| ۸    | جمیله کدیور         | تهران، ری، شمیرانات و اسلامشهر | اصلاح طلب   | جبهه مشارکت               | نه             |
| ۹    | الهه کولایی         | تهران، ری، شمیرانات و اسلامشهر | اصلاح طلب   | جبهه مشارکت               | نه             |
| ۱۰   | حمیده عدالت         | دشتستان                        | اصلاح طلب   | جبهه مشارکت               | نه             |
| ۱۱   | طاهره رضازاده       | شیراز                          | اصلاح طلب   |                           | نه             |
| ۱۲   | سیده فاطمه خاتمی    | مشهد و کلات                    | اصلاح طلب   |                           | نه             |
| ۱۳   | مهرانگیز مروتی      | خلخال                          | اصلاح طلب   |                           | نه             |

## مجلس هفتم
در هفتمین دوره مجلس شورای اسلامی در مرحله اول و دوم ۱۳ نامزد زن توانستند به عنوان منتخبین حوزه انتخابیه خود روانه مجلس هفتم شوند. اسامی و گرایش سیاسی هریک از آنها بدین شرح است:
| ردیف | نام                | حوزهٔ انتخاباتی                 | گرایش سیاسی | تشکل سیاسی                | سابقهٔ نمایندگی |
| ---- | ------------------ | ------------------------------ | ----------- | ------------------------- | -------------- |
| ۱    | نیره اخوان بی‌طرف   | اصفهان                         | اصولگرا     |                           | آری            |
| ۲    | سهیلا جلودارزاده   | تهران، ری، شمیرانات و اسلامشهر | اصلاح طلب   | خانه کارگر حزب اسلامی کار | آری            |
| ۳    | فاطمه آلیا         | تهران، ری، شمیرانات و اسلامشهر | اصولگرا     | جبهه پایداری              | نه             |
| ۴    | فاطمه رهبر         | تهران، ری، شمیرانات و اسلامشهر | اصولگرا     | موتلفه اسلامی             | نه             |
| ۵    | الهام امین زاده    | تهران، ری، شمیرانات و اسلامشهر | اصولگرا     | اعتدالگرا                 | نه             |
| ۶    | لاله افتخاری       | تهران، ری، شمیرانات و اسلامشهر | اصولگرا     |                           | نه             |
| ۷    | نفیسه فیاض بخش     | تهران، ری، شمیرانات و اسلامشهر | اصولگرا     |                           | آری            |
| ۸    | فاطمه آجرلو        | کرج                            | اصولگرا     |                           | نه             |
| ۹    | عشرت شایق          | تبریز                          | اصولگرا     |                           | نه             |
| ۱۰   | مهرانگیز مروتی     | خلخال                          | اصلاح طلب   |                           | آری            |
| ۱۱   | هاجر تحریری نیک‌صفت | رشت                            | اصولگرا     |                           | نه             |
| ۱۲   | رفعت بیات          | زنجان                          | اصولگرا     |                           | نه             |
| ۱۳   | عفت شریعتی         | مشهد و کلات                    | اصولگرا     |                           | آری            |

## مجلس هشتم
در هشتمین دوره مجلس شورای اسلامی در مرحله اول و دوم ۸ نامزد زن توانستند به عنوان منتخبین حوزه انتخابیه خود روانه مجلس هشتم شوند. اسامی و گرایش سیاسی هریک از آنها بدین شرح است:
| ردیف | نام              | حوزهٔ انتخاباتی                 | گرایش سیاسی | تشکل سیاسی    | سابقهٔ نمایندگی |
| ---- | ---------------- | ------------------------------ | ----------- | ------------- | -------------- |
| ۱    | نیره اخوان بی‌طرف | اصفهان                         | اصولگرا     |               | آری            |
| ۲    | فاطمه آلیا       | تهران، ری، شمیرانات و اسلامشهر | اصولگرا     | جبهه پایداری  | آری            |
| ۳    | فاطمه رهبر       | تهران، ری، شمیرانات و اسلامشهر | اصولگرا     | موتلفه اسلامی | آری            |
| ۴    | زهره الهیان      | تهران، ری، شمیرانات و اسلامشهر | اصولگرا     |               | نه             |
| ۵    | لاله افتخاری     | تهران، ری، شمیرانات و اسلامشهر | اصولگرا     |               | آری            |
| ۶    | طیبه صفایی       | تهران، ری، شمیرانات و اسلامشهر | اصولگرا     |               | نه             |
| ۷    | فاطمه آجرلو      | کرج                            | اصولگرا     |               | آری            |
| ۸    | عفت شریعتی       | مشهد و کلات                    | اصولگرا     |               | آری            |

## مجلس نهم
در نهمبن دوره مجلس شورای اسلامی در مرحله اول و دوم ۹ نامزد زن توانستند به عنوان منتخبین حوزه انتخابیه خود روانه مجلس نهم شوند. اسامی و گرایش سیاسی هریک از آنها بدین شرح است:
| ردیف | نام                | حوزهٔ انتخاباتی                 | گرایش سیاسی | تشکل سیاسی    | سابقهٔ نمایندگی |
| ---- | ------------------ | ------------------------------ | ----------- | ------------- | -------------- |
| ۱    | نیره اخوان بی‌طرف   | اصفهان                         | اصولگرا     |               | آری            |
| ۲    | فاطمه آلیا         | تهران، ری، شمیرانات و اسلامشهر | اصولگرا     | جبهه پایداری  | آری            |
| ۳    | فاطمه رهبر         | تهران، ری، شمیرانات و اسلامشهر | اصولگرا     | موتلفه اسلامی | آری            |
| ۴    | زهره طبیب‌زاده نوری | تهران، ری، شمیرانات و اسلامشهر | اصولگرا     | جبهه پایداری  | نه             |
| ۵    | لاله افتخاری       | تهران، ری، شمیرانات و اسلامشهر | اصولگرا     |               | آری            |
| ۶    | شهلا میرگلوبیات    | ساوه و زرندیه                  | اصولگرا     |               | نه             |
| ۷    | مهناز بهمنی        | سراب                           | اصولگرا     |               | نه             |
| ۸    | سکینه عمرانی       | سمیرم                          | اصولگرا     |               | نه             |
| ۹    | حلیمه عالی         | زابل                           | اصولگرا     |               | نه             |

## مجلس دهم
در دهمین دوره مجلس شورای اسلامی با آماری بی‌سابقه از حضور زنان در تاریخ مجلس شورای اسلامی ایران، نهایتاً در مرحله اول ۱۳ نفر و در مرحله دوم ۴ نفر از نامزدان زن به نمایندگی مجلس دهم رسیدند. ضمن آنکه شورای نگهبان چند هفته پس از انتخابات مرحله اول مینو خالقی یکی از منتخبین اصلاح طلب زن را رد صلاحیت کرده و آرای او را ابطال نمود و با روند حقوقی-سیاسی پرحاشیه نهایت به نمایندگی مجلس نرسید. نهایتاْ مجلس دهم با ۱۷ نماینده زن که ۱۴ تن از آنها گرایش اصلاح طلبی و اعتدالگرایی دارند، رکورد مجالس تاریخ ایران را زد. همراه با آغاز به کار همایش فراکسیون امید، به رهبری محمدرضا عارف، هر ۱۸ منتخب زن مجلس دهم در این همایش حضور یافته بودند و به عضویت فراکسیون امید درآمده بودند.
اسامی، میزان آرا، گرایش سیاسی و سمت هریک از نمایندگان زن مجلس دهم در کمیسیون زنان مجلس دهم بدین شرح است:
| ردیف | نام                    | حوزهٔ انتخاباتی                 | گرایش سیاسی | تشکل سیاسی                | فراکسیون        | سابقهٔ نمایندگی | نتیجه شمارش آرا |
| ---- | ---------------------- | ------------------------------ | ----------- | ------------------------- | --------------- | -------------- | --------------- |
| ۱    | پروانه سلحشوری         | تهران، ری، شمیرانات و اسلامشهر | اصلاح طلب   |                           | فراکسیون امید   | نه             | ۱٬۱۹۸٬۷۶۰       |
| ۲    | طیبه سیاوشی شاه عنایتی | تهران، ری، شمیرانات و اسلامشهر | اصلاح طلب   |                           | فراکسیون امید   | نه             | ۱٬۱۲۸٬۳۷۰       |
| ۳    | ناهید تاج الدین        | اصفهان                         | اصلاح طلب   |                           | فراکسیون امید   | نه             | ۱۹۵٬۰۶۶         |
| ۴    | معصومه آقاپور علی‌شاهی  | شبستر                          | اصلاح طلب   |                           | فراکسیون امید   | نه             | ۲۴٬۹۵۲          |
| ۵    | سیده فاطمه ذوالقدر     | تهران، ری، شمیرانات و اسلامشهر | اصلاح طلب   |                           | فراکسیون امید   | نه             | ۱٬۱۵۵٬۲۸۴       |
| ۶    | زهرا سعیدی مبارکه      | مبارکه                         | مستقل       |                           | فراکسیون امید   | نه             | ۲۰٬۴۶۳          |
| ۷    | سکینه الماسی           | کنگان، دیر، جم و عسلویه        | اعتدالگرا   | حزب اعتدال و توسعه        | فراکسیون امید   | نه             | ۴۱٬۰۰۰          |
| ۸    | سهیلا جلودارزاده       | تهران، ری، شمیرانات و اسلامشهر | اصلاح طلب   | خانه کارگر حزب اسلامی کار | فراکسیون امید   | آری            | ۱٬۳۳۳٬۳۲۷       |
| ۹    | فریده اولادقباد        | تهران، ری، شمیرانات و اسلامشهر | اصلاح طلب   |                           | فراکسیون امید   | نه             | ۱٬۲۶۲٬۱۱۲       |
| ۱۰   | سیده فاطمه حسینی       | تهران، ری، شمیرانات و اسلامشهر | اصلاح طلب   |                           | فراکسیون امید   | نه             | ۱٬۲۱۸٬۷۲۷       |
| ۱۱   | فاطمه سعیدی            | تهران، ری، شمیرانات و اسلامشهر | اصلاح طلب   | کارگزاران سازندگی         | فراکسیون امید   | نه             | ۱٬۱۷۶٬۹۰۵       |
| ۱۲   | پروانه مافی            | تهران، ری، شمیرانات و اسلامشهر | اصلاح طلب   | کارگزاران سازندگی         | فراکسیون امید   | نه             | ۱٬۱۶۲٬۱۹۵       |
| ۱۳   | سیده حمیده زرآبادی     | قزوین، آبیک و البرز            | اصلاح طلب   |                           | فراکسیون امید   | نه             | ۱۰۷٬۳۹۱         |
| ۱۴   | هاجر چنارانی           | نیشابور و فیروزه               | اصولگرا     |                           | فراکسیون ولایت  | نه             | ۷۵٬۲۰۲          |
| ۱۵   | زهرا ساعی              | تبریز، آذرشهر و اسکو           | اصلاح طلب   |                           | فراکسیون امید   | نه             | ۱۳۴٬۱۳۱         |
| ۱۶   | سمیه محمودی            | شهرضا و سمیرم سفلا             | اعتدالگرا   |                           | فراکسیون اعتدال | نه             | ۲۸٬۹۰۵          |
| ۱۷   | خدیجه ربیعی فرادنبه    | بروجن                          | مستقل       |                           | فراکسیون اعتدال | نه             | ۲۲٬۲۷۵          |

## مجلس یازدهم
مجلس یازدهم دارای ۱۶ نماینده زن است. فاطمه رهبر، منتخب حوزه تهران، از جمله منتخبینی بود که بیماری کرونا اجازه ورود به مجلس را به او نداد.
| ردیف | نام                 | حوزهٔ انتخاباتی                 | گرایش سیاسی | تشکل سیاسی | فراکسیون | سابقهٔ نمایندگی | نتیجه شمارش آرا |
| ---- | ------------------- | ------------------------------ | ----------- | ---------- | -------- | -------------- | --------------- |
| ۱    | معصومه پاشایی بهرام | مرند و جلفا                    | مستقل       |            | -        | نه             | ۴۰٬۲۹۴          |
| ۲    | زهرا شیخی مبارکه    | اصفهان                         | اصولگرا     |            | -        | نه             | ۱۷۲٬۸۵۰         |
| ۳    | سمیه محمودی         | شهرضا و سمیرم سفلا             | اعتدالگرا   |            | -        | آری            | ۲۰٬۵۴۲          |
| ۴    | پروین صالحی مبارکه  | مبارکه                         | مستقل       |            | -        | نه             | ۱۲٬۰۷۵          |
| ۵    | سارا فلاحی          | ایلام، ایوان و شیروان          | مستقل       |            | -        | نه             | ۳۶٬۹۰۹          |
| ۶    | زهره الهیان         | تهران، ری، شمیرانات و اسلامشهر | اصولگرا     |            | -        | آری            | ۷۷۳٬۲۶۳         |
| ۷    | سمیه رفیعی          | تهران، ری، شمیرانات و اسلامشهر | اصولگرا     |            | -        | نه             | ۷۴۲٬۹۷۵         |
| ۸    | فاطمه قاسم‌پور       | تهران، ری، شمیرانات و اسلامشهر | اصولگرا     |            | -        | نه             | ۷۲۶٬۰۰۷         |
| ۹    | زهره سادات لاجوردی  | تهران، ری، شمیرانات و اسلامشهر | اصولگرا     |            | -        | نه             | ۷۱۴٬۹۳۱         |
| ۱۰   | فاطمه رحمانی        | مشهد و کلات                    | اصولگرا     |            | -        | نه             | ۳۰۹٬۵۱۲         |
| ۱۱   | هاجر چنارانی        | نیشابور و فیروزه               | اصولگرا     |            | -        | آری            | ۴۷٬۸۳۹          |
| ۱۲   | فاطمه محمدبیگی      | قزوین، آبیک و البرز            | اصولگرا     |            | -        | نه             | ۱۰۸٬۹۲۴         |
| ۱۳   | شیوا قاسمی‌پور       | مریوان و سروآباد               | اعتدالگرا   |            | -        | نه             | ۸٬۵۲۸           |
| ۱۴   | عفت شریعتی کوهبنانی | زرند و کوهبنان                 | اصولگرا     |            | -        | آری            | ۴۴٬۴۵۳          |
| ۱۵   | فاطمه مقصودی        | بروجرد                         | مستقل       |            | -        | نه             | ۱۷٬۸۹۱          |
| ۱۶   | الهام آزاد          | نائین و خور و بیابانک          | مستقل       |            | -        | نه             | ۸٬۵۷۰           |

## مجلس دوازدهم
انتخابات دوازدهمین دوره مجلس شورای اسلامی در تاریخ ۱۱ اسفند ۱۴۰۲ و ۲۱ اردیبهشت ۱۴۰۳ برگزار شد.
| ردیف | نام                | حوزهٔ انتخاباتی                          | گرایش سیاسی | تشکل سیاسی | سابقهٔ نمایندگی |
| ---- | ------------------ | --------------------------------------- | ----------- | ---------- | -------------- |
| ۱    | سمیه رفیعی         | تهران، ری، شمیرانات، اسلامشهر و پردیس   | اصولگرا     |            | آری            |
| ۲    | فاطمه مقصودی       | بروجرد                                  | مستقل       |            | آری            |
| ۳    | عالیه زمانی کیاسری | ساری و میاندورود                        | مستقل       |            | نه             |
| ۴    | فاطمه جراره        | بندرعباس، قشم، ابوموسی، حاجی‌آباد و خمیر | اصولگرا     |            | نه             |
| ۵    | فاطمه محمدبیگی     | قزوین، آبیک و البرز                     | اصولگرا     |            | آری            |
| ۶    | شهین جهانگیری      | ارومیه                                  | مستقل       |            | نه             |
| ۷    | سارا فلاحی         | ایلام، ایوان، شیروان، چرداول و مهران    | مستقل       |            | آری            |
| ۸    | زهرا سعیدی مبارکه  | مبارکه                                  | مستقل       |            | آری            |
| ۹    | الهام آزاد         | نائین و خور و بیابانک                   | مستقل       |            | آری            |
| ۱۰   | زهرا خدادادی       | ملکان                                   | مستقل       |            | نه             |
| ۱۱   | بهشید برخوردار     | زرتشتیان                                | مستقل       |            | نه             |
| ۱۲   | زینب قیصری         | تهران، ری، شمیرانات، اسلامشهر و پردیس   | اصولگرا     |            | نه             |
| ۱۳   | زهره سادات لاجوردی | تهران، ری، شمیرانات، اسلامشهر و پردیس   | اصولگرا     |            | آری            |
| ۱۴   | مریم عبداللهی      | میانه                                   | مستقل       |            | نه             |